# Distrikter i Tjekkiet
Tjekkoslovakiet blev i 1960 delt i distrikter (okres, pluralis okresy), ofte uden hensyn til traditionel inddeling eller lokale relationer. I det, som i dag er Tjekkiet, fandtes 75 distrikter, det 76., Jeseník, dannedes ved en deling af  Bruntál i 1990'erne. Tre af dem, Brno, Ostrava og Plzeň, var statutarbyer (statutární města, singularis město). Hovedstaden Prag havde særskilt status, men Prags 10 distrikter (obvody) modsvarede på sin  vis okresy.
En reform som trådte i kraft i januar 2003 erstattede distrikterne med 204 kommuner med øgede beføjelser (obce s rozšířenou působností, eller obce III. stupně, "kommuner på tredje niveau", uofficielt kaldt malé okresy, "små distrikter"). Disse kommuner overtog det meste af administrationen fra de tidligere distrikter. Nogle af disse er videre delt mellem kommuner med udelt lokal autoritet (obce s pověřeným obecním úřadem, forkortet pověřená obec, pluralis pověřené obce, "kommuner på andet niveau"). De gamle distrikter står tilbage som territoriale enheder, og fungerer stadig som sæde for visse myndigheder, især domstolene.
| Region (kraj)        | Distrikt (okres)     | Areal (km²) | Befolkning (2002) | Antal kommuner |
| -------------------- | -------------------- | ----------- | ----------------- | -------------- |
| Karlovarský kraj     | Cheb                 | 933         | 89.107            | 39             |
| Karlovarský kraj     | Karlovy Vary         | 1.628       | 121.886           | 55             |
| Karlovarský kraj     | Sokolov              | 753         | 93.227            | 38             |
| Středočeský kraj     | Benešov              | 1.524       | 93.220            | 115            |
| Středočeský kraj     | Beroun               | 662         | 76.101            | 85             |
| Středočeský kraj     | Kladno               | 692         | 150.181           | 100            |
| Středočeský kraj     | Kolín                | 846         | 95.523            | 100            |
| Středočeský kraj     | Kutná Hora           | 917         | 73.337            | 88             |
| Středočeský kraj     | Mělník               | 712         | 94.868            | 70             |
| Středočeský kraj     | Mladá Boleslav       | 1.058       | 114.042           | 123            |
| Středočeský kraj     | Nymburk              | 876         | 84.784            | ?              |
| Středočeský kraj     | Praha-východ (Østre) | 584         | 98.453            | 91             |
| Středočeský kraj     | Praha-západ (Vestre) | 586         | 86.777            | 80             |
| Středočeský kraj     | Příbram              | 1.628       | 107.260           | 120            |
| Středočeský kraj     | Rakovník             | 930         | 54.128            | 84             |
| Královéhradecký kraj | Hradec Králové       | 875         | 159.622           | 101            |
| Královéhradecký kraj | Jičín                | 887         | 77.368            | 111            |
| Královéhradecký kraj | Náchod               | 851         | 112.448           | 78             |
| Královéhradecký kraj | Rychnov nad Kněžnou  | 998         | 79.003            | 83             |
| Královéhradecký kraj | Trutnov              | 1.147       | 119.996           | 75             |
| Liberecký kraj       | Česká Lípa           | 1.137       | 106.411           | 59             |
| Liberecký kraj       | Jablonec nad Nisou   | 402         | 88.232            | 34             |
| Liberecký kraj       | Liberec              | 925         | 158.988           | 57             |
| Liberecký kraj       | Semily               | 699         | 74.660            | 65             |
| Moravskoslezský kraj | Bruntál              | 1.658       | 104.480           | 71             |
| Moravskoslezský kraj | Frýdek-Místek        | 1.273       | 226.592           | 77             |
| Moravskoslezský kraj | Karviná              | 347         | 277.244           | 16             |
| Moravskoslezský kraj | Nový Jičín           | 918         | 159.473           | 57             |
| Moravskoslezský kraj | Opava                | 1.144       | 180.769           | 80             |
| Moravskoslezský kraj | Ostrava              | 214         | 314.102           | 1              |
| Olomoucký kraj       | Jeseník              | 719         | 42.251            | 24             |
| Olomoucký kraj       | Olomouc              | 1.451       | 224.156           | 92             |
| Olomoucký kraj       | Přerov               | 884         | 138.895           | 104            |
| Olomoucký kraj       | Prostějov            | 770         | 109.524           | 96             |
| Olomoucký kraj       | Šumperk              | 1.316       | 125.924           | 78             |
| Pardubický kraj      | Chrudim              | 1.030       | 104.748           | 113            |
| Pardubický kraj      | Pardubice            | 889         | 160.251           | 115            |
| Pardubický kraj      | Svitavy              | 1.335       | 101.832           | 113            |
| Pardubický kraj      | Ústí nad Orlicí      | 1.265       | 138.753           | 111            |
| Plzeňský kraj        | Domažlice            | 1.140       | 58.895            | 86             |
| Plzeňský kraj        | Klatovy              | 1.939       | 87.680            | 95             |
| Plzeňský kraj        | Plzeň                | 125         | 163.791           | 1              |
| Plzeňský kraj        | Plzeň-jih (Södra)    | 1.080       | 68.495            | 100            |
| Plzeňský kraj        | Plzeň-sever (Norra)  | 1.323       | 73.610            | 102            |
| Plzeňský kraj        | Rokycany             | 575         | 45.574            | 68             |
| Plzeňský kraj        | Tachov               | 1.379       | 51.329            | 51             |
| Hlavní město Praha   | Prag                 | 496         | 1.181.610         | 1              |
| Jihočeský kraj       | České Budějovice     | 1.625       | 178.523           | 107            |
| Jihočeský kraj       | Český Krumlov        | 1.615       | 59.817            | 46             |
| Jihočeský kraj       | Jindřichův Hradec    | 1.944       | 92.846            | 106            |
| Jihočeský kraj       | Písek                | 1.138       | 70.419            | 76             |
| Jihočeský kraj       | Prachatice           | 1.375       | 51.410            | 65             |
| Jihočeský kraj       | Strakonice           | 1.032       | 69.496            | 112            |
| Jihočeský kraj       | Tábor                | 1.327       | 102.586           | 111            |
| Jihomoravský kraj    | Blansko              | 943         | 107.454           | 130            |
| Jihomoravský kraj    | Břeclav              | 1.173       | 123.265           | 69             |
| Jihomoravský kraj    | Brno                 | 230         | 729.509           | 1              |
| Jihomoravský kraj    | Brno-venkov          | 1.108       | 161.269           | 137            |
| Jihomoravský kraj    | Hodonín              | 1.086       | 158.602           | 81             |
| Jihomoravský kraj    | Vyškov               | 889         | 114.061           | 81             |
| Jihomoravský kraj    | Znojmo               | 1.637       | 114.061           | 148            |
| Ústecký kraj         | Chomutov             | 935         | 124.744           | 44             |
| Ústecký kraj         | Děčín                | 909         | 133.631           | 52             |
| Ústecký kraj         | Litoměřice           | 1.032       | 114.497           | 105            |
| Ústecký kraj         | Louny                | 1.118       | 85.830            | 70             |
| Ústecký kraj         | Most                 | 467         | 116.786           | 26             |
| Ústecký kraj         | Teplice              | 469         | 126.635           | 34             |
| Ústecký kraj         | Ústí nad Labem       | 405         | 117.589           | 23             |
| Vysočina             | Havlíčkův Brod       | 1.265       | 94.778            | 120            |
| Vysočina             | Jihlava              | 1.180       | 108.404           | 121            |
| Vysočina             | Pelhřimov            | 1.290       | 72.219            | 120            |
| Vysočina             | Třebíč               | 1.518       | 116.415           | 173            |
| Vysočina             | Žďár nad Sázavou     | 1.672       | 118.216           | 195            |
| Zlínský kraj         | Kroměříž             | 799         | 107.852           | 80             |
| Zlínský kraj         | Uherské Hradiště     | 991         | 143.763           | 78             |
| Zlínský kraj         | Vsetín               | 1.143       | 145.875           | 59             |
| Zlínský kraj         | Zlín                 | 1.030       | 192.994           | 87             |